# Crkva sv. Barbare u Stranjanima
Crkva sv. Barbare je filijalna rimokatolička crkva zeničke župe sv. Ilije Proroka. Nalazi se u selu Stranjanima. Izgrađena je novčanim prilozima stanovnika Stranjana. Iako je mjesto prije rata imalo oko 800 stanovnika, danas ih je tu svega 50-ak. Dana 5. studenog 2017. nadbiskup metropolit vrhbosanski kardinal Vinko Puljić predslavio je Svetu misu uz koncelebraciju 9 svećenika pod kojom je blagoslovio filijalnu crkvu sv. Barbare.

## Vanjske poveznice
- Katolički tjednik AZ: Blagoslov filijalne crkve u Stranjanima, 5. studenoga 2017.